# T 170
| T 170                | T 170                                       |
| T 170                | T 170                                       |
| -------------------- | ------------------------------------------- |
| Hersteller:          | VEB Mähdrescherwerk Weimar                  |
| Produktionszeitraum: | ab 1957 bis 1962                            |
| Vorgängermodell:     |                                             |
| Nachfolgemodell:     | T 172                                       |
| Motorbezeichnung:    | 1 NVD 14 SRW / 2 NVD 12,5 SRL               |
| Motorleistung:       | 7,4 kW bei 1500/min                         |
| Motorenhersteller:   | VEB Elbewerk Roßlau, VEB Robur-Werke Zittau |
| Getriebe:            | Wendegetriebe mit Klauenkupplung            |
| Schwenkbereich:      | 360°, fortlaufend                           |
| Masse:               | 3800 kg (mit Lasthaken)                     |
| Länge:               | 9000 mm                                     |
| Höhe:                | 3000 mm                                     |
| Breite:              | 2350 mm                                     |

Der selbstfahrende Lader T 170 wurde von 1957 bis 1962 im VEB Mähdrescherwerk Weimar produziert. Er wurde 1956 als universeller, für die Landwirtschaft bestimmter Lader mit Lasthaken- und Greiferbetrieb entwickelt, fand später aber auch in der Bauwirtschaft Verwendung. Der Lader wurde 1956 auf der agra in Markkleeberg als selbstfahrendes Ladegerät vorgestellt. Ausgestattet mit einem Dungkübel sollte das Gerät Dung von einer Schubstangenentmistungsanlage aufnehmen und auf der Dungplatte ablegen, oder mit einem Greifer ausgerüstet Ackerwagen mit Dung beladen.

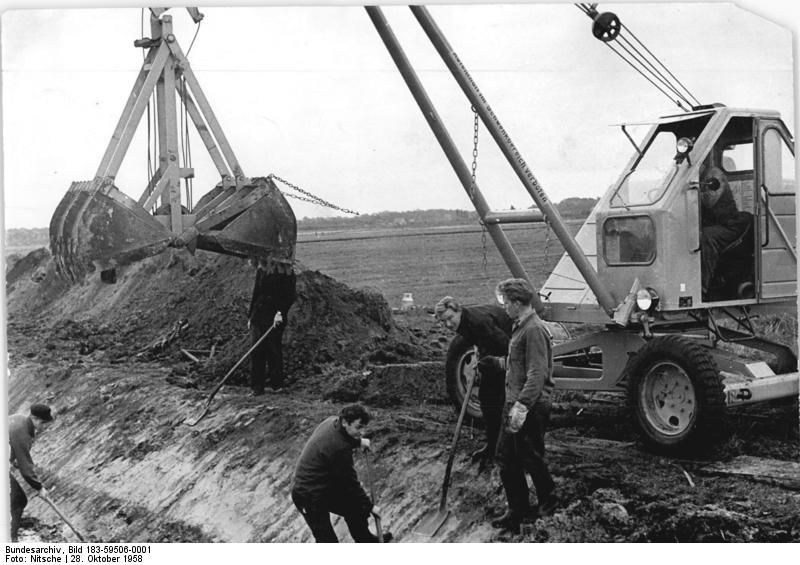
T 170 mit einem Greifer für den Erdaushub

Der Unterwagen besteht aus einer geschweißten Blechprofilkonstruktion. Die Lenkung erfolgt über zwei einstellbare Spurstangen, die im Selbstfahrbetrieb über einen Stecker mit der Lenkung verbunden werden. Der T 170 hat vier ungefederte Einzelräder. Der Antriebsstrang verläuft über eine Königswelle zu einem Untersetzungsgetriebe weiter über eine Rollenkette zu dem mit den Halbachsen verbundenen Ausgleichsgetriebe. Die Eigenfahrgeschwindigkeit liegt bei nur 3,5 km/h. Mit einer Schleppstange durfte das Gerät mit maximal 20 km/h bewegt werden.
Der aus einem geschweißten Profilrahmen bestehende Oberwagen ruht 360° drehbar auf dem Kugelkranz. Auf der Oberwagenplattform liegen sämtliche Antriebselemente, Hub-, Dreh- und Einziehwerk, die Fahrerkabine mit den Bedienelementen und die Lager für den Ausleger. Der gabelförmige, aus zwei Rohrholmen bestehende Ausleger hat eine Länge von 6,3 Metern und ist drehbar am vorderen Teil der Plattform angebracht. Die Traglast beträgt 0,8 Tonnen.
In der Serienproduktion wurde zunächst der wassergekühlte Einzylinder-Dieselmotor 1 NVD 14 SRW des VEB Elbewerk Roßlau mit einer Leistung von 10 PS verbaut; später kam der 13 PS leistende luftgekühlte Zweizylinder-Dieselmotor GD 2 des VEB Robur-Werke Zittau zum Einsatz, der als 2 NVD 12,5 SRL ab 1967 im VEB Motorenwerk Cunewalde weitergebaut wurde. Der T 170 konnte mit einem 50 Meter langen Seil zum Ziehen von Loren verwendet werden. Er kostete 20.000 Mark und es wurden 3.811 Stück gebaut. Er wurde durch den T 172 abgelöst, der äußerlich dem T 170 ähnelte, jedoch über eine höhere Hublast, Ausladung und Motorleistung verfügte.